# Тайната на третата планета
„Тайната на третата планета“ (на руски: Тайна третьей планеты) е съветски пълнометражен научнофантастичен анимационен филм на режисьора Роман Качанов, адаптация на разказа на Кир Буличов „Пътешествието на Алиса“ (друга версия на заглавието е „Алиса и тримата капитани“) от поредицата „ Приключенията на Алиса“.

## Сюжет
На 2 юни 2181 г. Алиса, нейният баща професор Селезньов и капитанът тръгват на космическа експедиция в търсене на редки животни за Московския зоопарк. Те посещават много планети и намират много интересни същества, като летяща крава и говореща птица, и случайно се забъркват в заговор на космически пирати.

## В ролите
- Олга Громова - Алиса Селезньова
- Всеволод Ларионов - професор Селезньов / птица Говорун
- Василий Ливанов - Громозека
- Юрий Волинцев - капитан Зелени
- Григорий Шпигел - Веселчак У
- Пьотър Вишняков - д-р Верховцев / Глот
- Владимир Дружников - капитан Ким
- Владимир Кенигсън - робот от планетата Шелезяка / робот сервитьор / гласът на бордовия компютър "Пегас" / ушан-полицай
- Юрий Андреев - навигатор Басов / ушанка, който дава Говорун на Селезньов
- Екатерина Краснобаева —  охлювът, който даде индикатор на Алиса / ушанка, служител в хотел
- Николай Грабе — „Капитан Буран“
- Рина Зелёная — „Бабата на Коли“
- Роман Качанов младши - „Ушан, който запознава Склис със Селезньов“
- Игор Ясулович — „ушан-полицай“

## Създатели
- Сценарист: Кир Буличов
- Режисьор: Роман Качанов
- Художник на продукцията: Наталия Орлова
- Оператори: Теодор Бунимович, Светлана Кощеева
- Композитор: Александър Зацепин
- Тонрежисьор: Борис Филчиков
- Редактори: Олга Василенко, Надежда Трещева
- Редактор: Наталия Абрамова
- Асистенти на режисьора: Татяна Литко, Олга Исакова
- Асистенти на оператора: Людмила Крутовская, Нина Саратова
- Художници на анимацията: Антонина Алешина, Владимир Арбеков, Юрий Батанин, Марина Восканянц, Владимир Зарубин, Виолета Колесникова, Йосиф Куроян, Рената Миренкова, Олга Орлова, Александър Панов, Марина Рогова, Владимир Шевченко
- Художници: Алла Горева, Дмитрий Куликов, Игор Олейников, Ирина Литовская, Ирина Светлица, Виктор Чугуевски, В. Максимович, Гелий Аркадиев, Генадий Морозов
- Режисьор на картината: Нинел Липницкая